# 孔叔 (宋国)
孔叔（？—前619年），子姓，是宋襄公的孙子，宋昭公的堂兄弟。
前619年，宋昭公对嫡祖母宋襄夫人不加礼遇，宋襄夫人依靠戴氏的族人杀了宋昭公的党羽孔叔、公孙钟离及大司马公子卬。